# بيتر دريسكول (لاعب هوكي الجليد)
بيتر دريسكول هو لاعب هوكي الجليد كندي، ولد في 27 أكتوبر 1954 في Powassan ‏ في كندا.

## وصلات خارجية
- بيتر دريسكول على موقع دوري الهوكي الوطني (الإنجليزية)
- بيتر دريسكول على موقع قاعة مشاهير الهوكي (لاعب أن.إتش.أل) (الإنجليزية)
- بيتر دريسكول على موقع EliteProspects.com (الإنجليزية)
- بيتر دريسكول على موقع HockeyDB.com (الإنجليزية)
- بيتر دريسكول على موقع Hockey-Reference.com (الإنجليزية)